# 翁鬧
翁鬧（1910年2月21日—1940年11月21日），號杜夫，台灣日治時期作家，彰化社頭人。

## 生平
1910年（明治43年），翁鬧出生於台中廳武西堡關帝廟社二百六十四番地，本是陳紂、陳劉春家四男，五歲時被彰化社頭的雜貨商翁進益收為養子。1923年，翁鬧進入台灣總督府台中師範學校（國立臺中教育大學前身）演習科就讀，在就學期間結識了吳天賞、楊逸舟、吳坤煌等人，並開始接觸文學作品。1929年畢業後，至員林國小教書兩年，1931年轉任田中國小。1934年，翁鬧結束其教師生涯，前往日本東京留學。起先他在一所私立大學掛名，居住於東京高圓寺，時常參與文藝活動，其作品則刊載於《台灣文藝》、《台灣新文學》《台灣新民報》等刊物。
1935年，翁鬧與48歲的日本婦人同居，因友人楊逸舟、吳天賞擔心翁鬧將會因此墮落，勸他與相差二十三歲的婦人分開，翁鬧聽從友人意見，便與日本婦人分手。其後，翁鬧曾考取待遇很好的內閣印刷局校對員，然而在就職期間，翁不斷寫情書給一位心儀的日本女子，想以日文詩打動其心。但日本女子從第二封信開始便退還給他，不死心的翁鬧依然繼續寫信給該女，最終使其父親將翁的行為告上印刷局局長，使得局長將翁撤職。1940年（昭和15年），翁鬧因失去收入來源，將書籍、衣服、被單盡數拿去典當，因而在飢寒交迫之中客死異鄉，享年30歲。

## 作品
翁鬧的作品是都市文學的代表，主要是以日文創作，專注於文學技巧的經營，為台灣文學現代主義的起頭者。他的小說是台灣現代文學作家首次把情欲帶進作品當中（〈天亮前的戀愛故事〉），而在他小說裡的，愛情與欲望是破敗的、未完成的，充滿缺憾。而他的小說主要有兩種主題，與資本主義皆有相關。一種是表現這樣的社會中，人心的荒涼與寂寥；另一種則是老人與小孩在這個社會中，不能逃避悲慘的宿命。翁鬧在文學創作的技巧上，強調台灣作家的技巧要與日本文學、世界文學齊頭，但是內容上則應該有屬於自己的特色。:142-143

### 詩
- 〈淡水的海邊〉（淡水の海邊に，1933）
- 〈在異鄉〉（異鄉にて，1935）
- 〈故鄉的山丘〉（ふるさとの丘，1935）
- 〈詩人的戀人〉（詩人の戀人，1935）
- 〈鳥之歌〉（鳥ノ歌，1935）
- 〈搬石人〉（石を運ぶ人，1936）
- 〈勇士出征吧〉（征け勇士，1938）

### 隨筆
- 〈東京郊外浪人街—高圓寺界隈―〉（1935）
- 〈跛之詩〉（1935）

### 小說
- 〈音樂鐘〉（歌時計，1935）
- 〈戇伯〉（戇爺さん，1935）[7]
- 〈殘雪〉（1935）
- 〈羅漢腳〉（羅(ロオ)漢(ハン)腳(カア)，1935）
- 〈可憐的阿蕊婆〉（哀れなルイ婆さん，1936）
- 〈天亮前的愛情故事〉（夜明け前の恋物語，1937）
- 〈有港口的街市〉（港のある街，1939）

### 作品編譯
- 張恆豪主編：《翁鬧、巫永福、王昶雄合集》（台北：前衛出版社，1991年）
- 陳藻香、許俊雅編譯：《翁鬧作品選集》（彰化：彰化縣立文化中心，1997年）
- 林瑞明主編：《國民文選‧現代詩卷I》（台北市：玉山社，2005年）

該書收錄翁鬧日文詩作〈在異鄉〉、〈故里山丘〉、〈詩人的情人〉的中譯文本。
- 蕭蕭、陳憲仁編：《翁鬧的世界》 （页面存档备份，存于）（台北：晨星，2009年）
- 翁鬧著，杉森藍譯：《有港口的街市：翁鬧長篇小說中日對照》 （页面存档备份，存于）（台北：晨星，2009年）
- 黃毓婷譯：《破曉集：翁鬧作品全集》（台北：如果出版社，2013年）

## 相關論述
- 廖淑芳：〈國家想像、現代主義文學與文學現代性－以日據時期臺灣作家翁鬧為例〉，《北台國文學報》第2期（2005年6月），頁129-168。
- 蕭蕭：〈朝興村人 翁鬧傳奇〉 （页面存档备份，存于），《自由時報》（2005年11月5日）
- 杉森藍：《翁鬧生平及新出土作品研究》 （页面存档备份，存于）（台南：國立成功大學台灣文學研究所碩士論文，2006年）
- 張愛敏：〈《フオルモサ》與現代性——以翁鬧及其作品為分析場域〉[永久]，台灣文學部落格（2007年5月14日）
- 黃毓婷：〈東京郊外浪人街－翁鬧與一九三○年代的高圓寺界隈〉，《台灣文學學報》第10期（2007年6月），頁163-196。
- 朱惠足：〈「現代」與「原初」之異質交混：翁鬧小說中的現代主義演繹〉，《台灣文學學報》第15期（2009年12月），頁1-32。
- 朱宥勳：〈誰是強摘的果子？──翁鬧〈天亮前的戀愛故事〉〉，《學校不敢教的小說》（台北：寶瓶文化，2014年），頁42-47。

## 相關作品

### 文學作品
- 朱嘉漢：〈醉舟〉，收錄於《醉舟》（新北：印刻，2022）

### 影視作品
- 林君昵、黃邦銓執導：《天亮前的戀愛故事》（2020）

### 漫畫作品
- 改編自電影《破曉》，漫畫由ＮＫ改編腳本、王偉帆作畫：〈破曉：霧中女子〉，收錄於《跨途KHUÀ-TÔO》（光庵映畫，2024）

## 外部連結
- 台灣作家作品目錄資料庫：翁鬧 （页面存档备份，存于）